# Dendroicius
Genre
Dendroicius est un genre d'araignées aranéomorphes de la famille des Salticidae.

## Distribution
Les espèces de ce genre sont endémiques de Chine.

## Liste des espèces
Selon World Spider Catalog (version 25.5, 17/01/2025) :
- Dendroicius hotaruae Lin & Li, 2020
- Dendroicius qiong Wang, Mi, Li & Xu, 2024

## Systématique et taxinomie
Ce genre a été décrit par Lin et Li en 2020 dans les Salticidae.

## Publication originale
- Lin & Li, 2020 : « Two new genera and eight new species of jumping spiders (Araneae, Salticidae) from Xishuangbanna, Yunnan, China. » ZooKeys, no 952, p. 95-128 (texte intégral).